# 王范地
王范地（1933年—2017年12月8日），曾用名王行康，男，原籍浙江镇海，生于上海，中国琵琶演奏家，曾任中国音乐学院教授，中国国际文化交流中心理事。

## 生平
其音樂生涯起自1949年加入江南絲竹社，年少時師從琵琶演奏家馬林生、李廷松及絲竹音樂家陳永祿等人。1952年以二胡、高胡等樂器考入上海樂團民族樂隊，1953年調至中央新闻纪录电影制片厂乐团擔任二胡及琵琶演奏员。1954年和民族音乐研究所合作进行民族乐器的改革与研究。
1991年時曾應日本國際交流基金之邀赴日從事中国琵琶和薩摩琵琶之比較研究。
2003年時舉行“从教50周年师生音乐会”。

## 創作
- 〈天山之春〉
- 〈送我一支玫瑰花〉
- 〈红色娘子军随想曲〉
- 〈阑沧春晓〉

## 專輯
| 專輯名稱     | 發行日期 | 發行公司 | 曲目 | 備註     |
| ------------ | -------- | -------- | --- | -------- |
| 《飛花點翠》 | 1982年   | 中國唱片 | 曲目 A 面 1. 〈春江花月夜〉 2. 〈塞上曲〉 3. 〈月兒高〉 4. 〈漁舟唱晚〉 B 面 1. 〈霸王卸甲〉 2. 〈飛花點翠〉 3. 〈寒鴨戲水〉 | 密紋唱片 |
| 《陽春白雪》 | 1988年   | 福茂唱片 | 曲目 1. 〈陽春白雪〉 2. 〈大浪淘沙〉 3. 〈虛籟〉 4. 〈月兒高〉 5. 〈昭君出塞〉 6. 〈青蓮樂府〉 7. 〈龍船〉 8. 〈春江花月夜〉 |          |

## 著作

### 書籍
- 《王范地琵琶演奏譜（修訂版）》[8]

### 文章
- 〈琵琶演奏技术及教学的基础理论〉
- 〈琵琶右手训练的几个问题〉
- 〈琵琶右手动作形态和音质的关系〉
- 〈琵琶教学语言研究〉

## 家庭
其子王楠在六四清場中喪命，其妻為天安門母親運動發起人之一的張先玲。

## 外部連結
- YouTube上的《陽春白雪》之〈陽春白雪〉
- YouTube上的《陽春白雪》之〈大浪淘沙〉
- YouTube上的《陽春白雪》之〈虛籟〉
- YouTube上的《陽春白雪》之〈月兒高〉
- YouTube上的《陽春白雪》之〈昭君出塞〉
- YouTube上的《陽春白雪》之〈青蓮樂府〉
- YouTube上的《陽春白雪》之〈龍船〉
- YouTube上的《陽春白雪》之〈春江花月夜〉